# The Bad Child's Book of Beasts

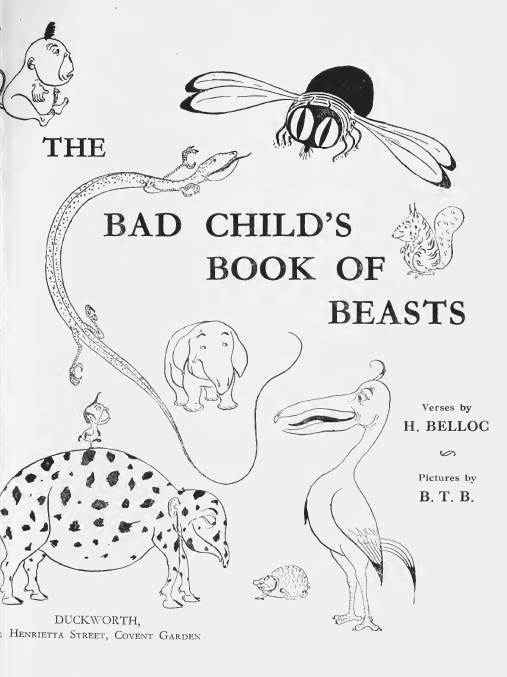
Capa da edição de 1918

The Bad Child's Book of Beasts é um livro infantil de 1896 escrito por Hilaire Belloc. Humoristicamente ilustrado por Basil Temple Blackwood, os versos superficialmente ingênuos dão conselhos em trava-línguas para crianças. No livro, os animais tendem a ser sábios, e os seres humanos estúpidos e vaidosos. Nos primeiros três meses de sua publicação, o livro vendeu 4 000 cópias.
Alfred Douglas acusou Belloc de plagiar sua obra Tales with a Twist, que, embora publicado dois anos depois do livro The Bad Child's Book of Beasts foi escrito, de acordo com Douglas, antes.